# Serigne Mbayé
Serigne Mbayé Diouf (Kayar, Thiès, Senegal; 8 de marzo de 1975) es un activista social y político español, de origen senegalés, elegido diputado autonómico de Unidas Podemos en la Asamblea de Madrid entre 2021 y 2023. Es el actual secretario de antirracismo de Podemos.

## Biografía

### Infancia y juventud en Senegal
Nació en 1975 en Kayar (Senegal), donde cursó estudios de primaria y secundaria y aprendió algo de español. Al igual que su abuelo y su padre aprendió desde pequeño el oficio de pescador, trabajo al que se dedicó tras finalizar los estudios, llegando a tener su propia embarcación.
A mediados de la década de 2000 abandonó la pesca debido a la fuerte competencia de los buques industriales extranjeros y, ante la falta de alternativas laborales, se planteó la posibilidad de abandonar su país y emigrar a España. En 2006, durante una visita a la localidad costera de Saint Louis, embarcó en una patera rumbo a España que finalmente llegaría a Tenerife, donde permaneció internado cuatro días en un CIE. Posteriormente Cruz Roja Española le trasladó a un centro de acogida en La Coruña durante una semana, para posteriormente mudarse a Madrid.

### Primeros años en España
Una vez en Madrid, al igual que muchos de sus compatriotas en situación irregular, se dedicó a la venta callejera ilegal de discos musicales en lo que se conoce informalmente en España como top manta. Tres días después fue detenido por primera vez. En 2008, sin haber podido legalizar aún su situación, dejó el top manta para dedicarse a otros trabajos como cuidador o trabajador de la construcción, al mismo tiempo que asistió a centros sociales donde se formó en informática y aprendió el español.
A finales de 2010, como consecuencia de un control aleatorio de documentación por la policía mientras daba un paseo, descubrió fortuitamente que su situación en España se había regularizado dos meses antes, hecho que no le había sido notificado por la administración.
Una vez legalizada su situación, a comienzos de 2011 fue contratado como administrativo en una empresa donde permaneció hasta 2015, cuando su cuñado le propuso unirse como socio a una cooperativa agroecológica para poner en marcha un restaurante de comida vegana.

### Trayectoria como activista social
Tras su llegada a Madrid, se asoció a la Asociación Sin Papeles, gracias a cuya ayuda pudo más tarde regularizar su situación en España. Posteriormente, al crearse en 2015 el Sindicato de Manteros, se convirtió en portavoz y cara visible de este colectivo ante la opinión pública.
En 2018 lideró las protestas producidas a raíz de la muerte de su compatriota Mame Mbayé, mantero fallecido debido a un infarto de corazón producido tras una persecución policial en el barrio madrileño de Lavapiés. Ese mismo año fue elegido pregonero de las fiestas del barrio de Lavapiés, junto a la actriz Rossy de Palma, denunciando en su discurso lo que él consideraba que era racismo institucional contra los inmigrantes.
En marzo de 2021 aceptó la invitación de Pablo Iglesias para formar parte, como independiente, de las listas de Unidas Podemos para las elecciones a la Asamblea de Madrid de 2021.